# Боливарианская библиотека Мериды
Боливарианская библиотека Мериды - это многоцелевое здание, расположенное в Мериде, Венесуэла, которое одновременно служит читальным залом, выставочным залом и музеем. Также используется как туристический центр.
Здание штаб-квартиры считается модернистским архитектурным сооружением в колониальном центре города. Он имеет разные уровни, названные в честь стран, освобождённых Симоном Боливаром.
Перед  библиотекой  есть небольшая площадь, которая используется ремесленниками как место торговли.

## История
Библиотека была открыта в 1983 году в честь двухсотлетия со дня рождения освободителя Симона Боливара. В его нижней части находятся различные экспонаты, принадлежащие Симону Боливару, а также другие предметы, переданные ему или относящиеся к тому времени. Здание было построено во время правления бывшего президента Луиса Антонио Эрреры Кампинса.
Здание занимает территорию бывшей школы Пикон (исп. Escuela Picón). Городской совет города Мерида поддержал  деятельность библиотеки по сбору книг, исторических документов, журналов и газет.

## Архитектура
Двухэтажное здание, в котором находится библиотека, имеет облегчённую застеклённую конструкцию на основе колонн и бетонных блоков.
Входная дверь является точной копией дверей Дворца инквизиции Картахены, города, через который Боливар вошёл в историю в 1813 году. Войдя в холл, вы найдёте комнату Колумбии, предназначенную для выставок и приёмов, где находится витрина в которой хранится свидетельство о независимости Мериды от 26 сентября 1811 года.

## Коллекции
На первом этаже находится коридор Перу с портретом  Симона Боливара, написанным в Лиме в 1825 году Октавио Акунья Солано;  перуанский гобелен, подаренным президентом Фернандо Белаунде Терри, и картина маслом Хосе де Сан-Мартина.
Справа от этого коридора находится зал Эквадора, где проходят выставки и конференции.
В галерее Хати коридор, украшенный картинами художника Аннериса Фернандеса,  на которых изображены Луис Брион и президент Гаити Александр Петтиона - друзей Симона Боливара. Из этого коридора вы можете увидеть Панамский зал, место встреч Боливарианского общества и других государственных структур. Здесь располагается работа художника Ивана Бельски, это фреска «Конгресс Панамы». Также тут находятся, портреты интернационалистов Педро Гуаля и Андреса Бельо, копии художника Алирио Родригеса.
В коридоре стоит шкаф XIX века, подаренный братьями Пикон Пи и принадлежавший герою Антонио Игнасио Родригес Пикон.
В коридоре Каракаса можно увидеть три картины  Симона Боливара Нестора Мелани Ороско 1996 года. Кроме того, мы находим картину в смешанной технике художника Эдгара Маркина. Название Boulevard César Rengifo, 2005 год.
Зал Боливии — самый просторный из всех, окружённый садами, он служит хранилищем  для различных национальных флагов, от первого, принесённого генералиссимусом Франсиско де Миранда, до нынешнего. Здесь также находится первый бюст Симона Боливара, установленный в публичном месте (1842 год). Бюст выполнен из терракота архаичной лепки зятем из Кампо Элиас, господином Педро Селестино. Кроме того, здесь экспонируются  картины, на которых изображены генералы Франсиско де Миранды и  Антонио Хосе де Сукре, написанные в 1895 году Рафаэлем Пино, ещё одна картина Симона Боливара художником  Луисом Вергара Аумада.
В библиотеке можно найти некоторые исторические картины, выполненные маслом Франсиско де Миранды, автора М. Унда, сделанные в 1974 году. Картина маслом Антонио Хосе де Сукре, автор Р. Пино, 1795 г. Картина чёрной Иполиты и картина Симона Родригеса и картина Просперо Реверана художника Франсиско Лакруса из Мериды.
В  библиотеке есть несколько коллекций книг по истории Венесуэлы, биографий Симона Боливара и героев Независимости.
Библиотека регулируется системой классификации Дьюи и специализируется только на истории Венесуэлы.